# 꽃갯지렁이목
꽃갯지렁이목(Sabellida)은 환형동물의 한 목이다. 이들은 구강 기관(buccal organ)이 없는 여과 섭식자(filter feeders)이다.

## 분류
- Oweniidae과
- Sabellariidae과
- 꽃갯지렁이과(Sabellidae)
- Serpulidae과
- Siboglinidae과
- Spirorbidae과